# Epistemisk rationalitet
Uppslagsordet ”rationalitet” leder hit. Ej att förväxla med rationalism.
Epistemisk rationalitet handlar om att försöka hitta den mest korrekta modellen av verkligheten. En person är epistemiskt rationell om han eller hon tror på påståenden för vilka det finns starka vetenskapliga belägg och inte tror på påståenden för vilka de vetenskapliga beläggen tyder på att det är osannolikt att de är sanna. Denna förmåga kan påverkas negativt av så kallade kognitiva bias såsom tillgänglighetsheuristik. En del filosofer har argumenterat för att epistemisk rationalitet endast är ett specialfall av instrumentell rationalitet.